# Agios Sergios
Agios Sergios (in greco Άγιος Σέργιος?, "San Sergio") o Yeni Boğaziçi (in turco "Nuovo Bosforo", già Aysergi) è un comune di Cipro situato de iure nel distretto di Famagosta di Cipro, vicino all'antico sito di Salamina.  È sotto il controllo de facto di Cipro del Nord e fa parte del distretto di İskele.
Prima del 1974 Agios Sergios è sempre stato un villaggio misto a maggioranza greco-cipriota
Nel 2011 contava una popolazione di 3.347 abitanti.

## Geografia fisica
Il villaggio è situato  a tre chilometri dalle rovine di Salamina.

## Origini del nome
In greco Agios Sergios significa "San Sergio". Nel 1975 il villaggio è stato rinominato Yeni Boğaziçi, dal nome turco (Boğaziçi) del villaggio di Agios Theodoros, da cui provenivano gli sfollati turco-ciprioti che vi si erano reinsediati. Nel 1958 infatti i turco-ciprioti avevano adottato il nome alternativo Boğaziçi per il villaggio di Agios Theodoros, situato nel distretto di Larnaca. Il nome significa "Bosforo", e quindi Yeni Boğaziçi significa "nuovo Bosforo".

## Società

### Evoluzione demografica
Agios Sergios è sempre stato un villaggio misto a maggioranza greco-cipriota. Nel censimento ottomano del 1831, i cristiani costituivano quasi il 76% della popolazione. Questa percentuale aumentò nei primi decenni del periodo britannico. Durante la prima metà del XX secolo, mentre la popolazione greco-cipriota aumentava costantemente, quella turco-cipriota ristagnava. Nel 1946 vivevano ad Agios Sergios 1.790 persone; 82 dei quali erano turco-ciprioti. Questa percentuale era quasi dell'8% nel 1891. Nel 1960 nel villaggio era rimasto un solo turco-cipriota.
Nel 1958, a causa del conflitto intercomunitario, tutti i turco-ciprioti di Agios Sergios fuggirono e si rifugiarono nei villaggi vicini e nella città di Famagosta, rimanendo in queste località fino al 1974. Nel 1974, i greco-ciprioti di Agios Sergios fuggirono dall' avanzata dell'esercito turco. Attualmente, come il resto dei greco-ciprioti sfollati, i greco-ciprioti di Agios Sergios sono sparsi in tutto il sud dell'isola, soprattutto nelle città. Il numero di greco-ciprioti di Agios Sergios sfollati nel 1974 era di circa 2.050 (nel 1973, Agios Sergios aveva una popolazione stimata in 2.040 abitanti).
Oltre a pochissimi turco-ciprioti originari di Agios Sergios/Yeni Boğaziçi che sono tornati nel 1974, nel villaggio si sono insediati anche i turco-ciprioti sfollati di Agios Theodoros/Boğaziçi (principalmente), Anafotidia/Akkor, Klavdia/Alaniçi, Dali e Maroni. Oltre a questi sfollati, anche alcuni turco-ciprioti provenienti da altre località svantaggiate del nord sono stati reinsediati ad Agios Sergios (come Louroujina/Akıncılar, Galinoporni/Kaleburnu, Platanissos/Balan. Anche alcuni cittadini turchi, provenienti soprattutto dalla provincia di Trabzon e da Istanbul, si sono stabiliti nel villaggio. Dagli anni ottanta del 900, molti cittadini europei, turchi e turco-ciprioti benestanti provenienti da altre zone del nord dell'isola (compresi i rimpatriati dall'estero) hanno acquistato proprietà, costruito case e si sono stabiliti qui. Secondo il censimento del 2006, la popolazione del villaggio era di 2.802 abitanti.

## Amministrazione
Nel 2013, Yeni Boğaziçi è diventato un membro internazionale delle città Slow Food, il primo in tutta Cipro.

### Gemellaggi
Yeni Boğaziçi è gemellato con:
- Altınova, Yalova[4]
- Zabrat, dal 2005[5]